# Eloy (Arizona)
Eloy ist eine US-amerikanische Stadt in Arizona im Pinal County. Das U.S. Census Bureau hat bei der Volkszählung 2020 eine Einwohnerzahl von 15.635 auf einer Fläche von 185,6 km² ermittelt. 
Durch Eloy verläuft die Arizona State Route 84 und südlich der Stadt befindet sich die Interstate 10.
Der nordwestlich gelegene Flugplatz ist der größte Sprungplatz der Welt, jährlich werden hier mehrere hunderttausend Fallschirmsprünge durchgeführt. Auch das deutsche KSK trainierte hier schon Sprünge, wobei sich auch ein tödlicher Unfall ereignete.